# Добје (Литија)
Добје (словен. Dobje) је насељено место у општини Литија, Засавска регија, Словенија.

## Историја
До територијалне реорганизације у Словенији биле су у саставу старе општине Литија. Као самостално насеље Добје постоји од 1995. године. Настало је издвајањем дела из насеља Јежевец.

## Становништво
У попису становништва из 2011. године, Добје су имале 7 становника.
| Број становника према пописима | Број становника према пописима |
| ------------------------------ | ------------------------------ |
| 2002                           | 2011                           |
| 11                             | 7                              |

Напомена: Године 1995. настала издвајањем дела из насеља Јежевец.